# La Chapelle-du-Genêt

La Chapelle-du-Genêt este o comună în departamentul Maine-et-Loire, Franța. În 2009 avea o populație de 1,202 de locuitori.